# دومین مراسم جایزه انجمن بازیگران فیلم
دومین مراسم جایزه انجمن بازیگران فیلم (به انگلیسی: 2st Screen Actors Guild Awards) به افتخار بهترین بازیگران فیلم و تلویزیون سال ۱۹۹۵ برگزار شد.

## نامزدی‌ها و جوایز

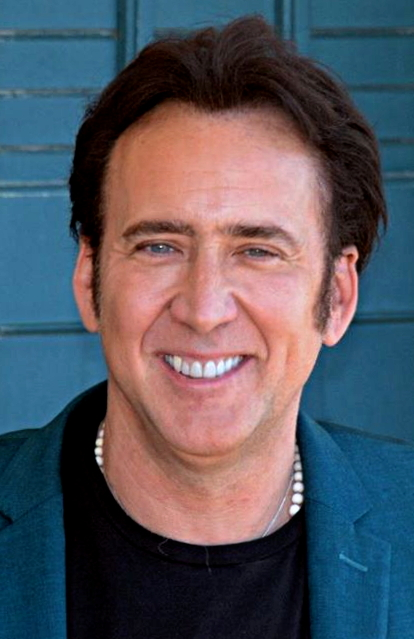
نیکولاس کیج، برنده بهترین بازیگر مرد فیلم درام

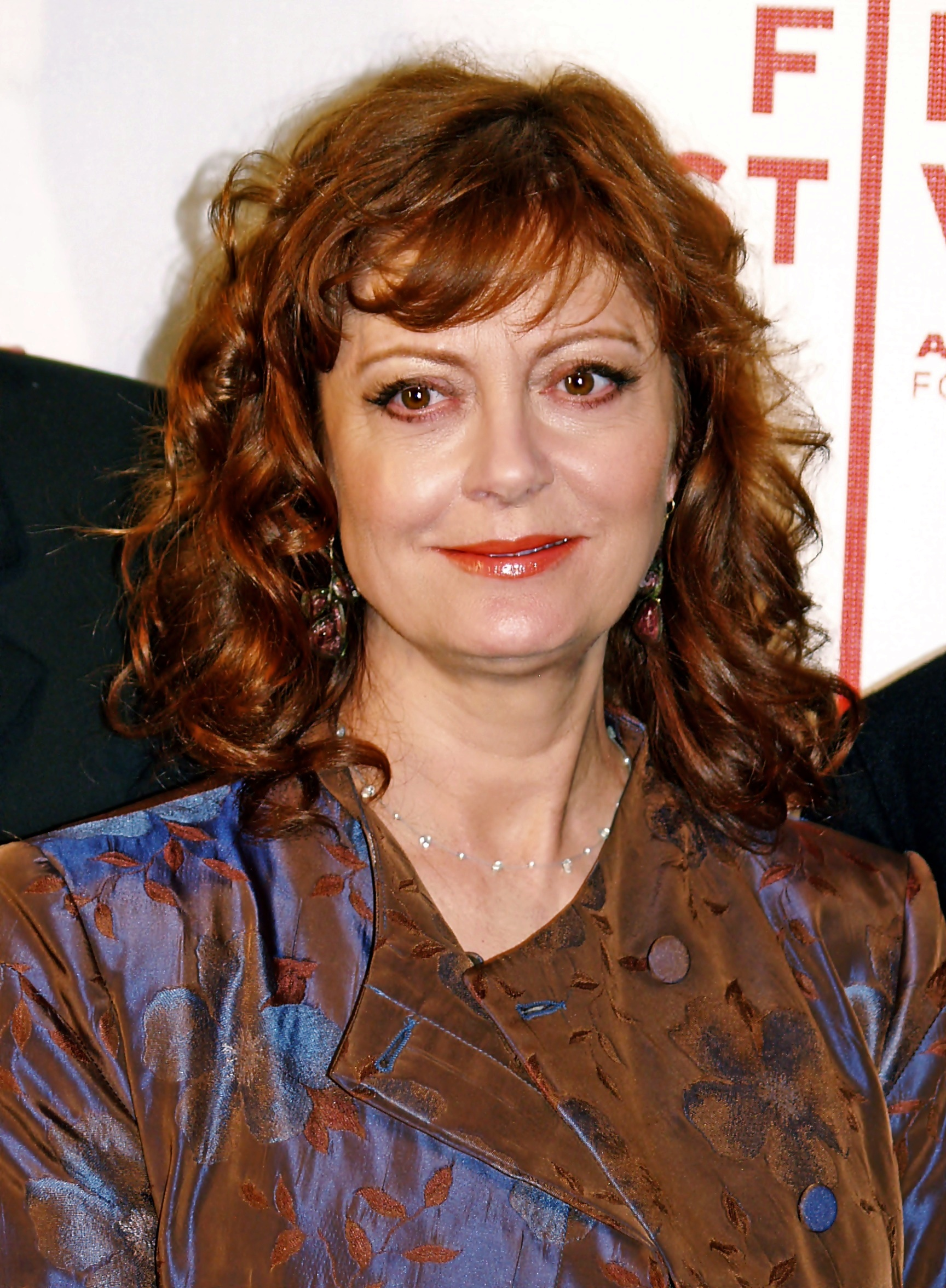
سوزان ساراندون، برنده بهترین بازیگر زن فیلم درام

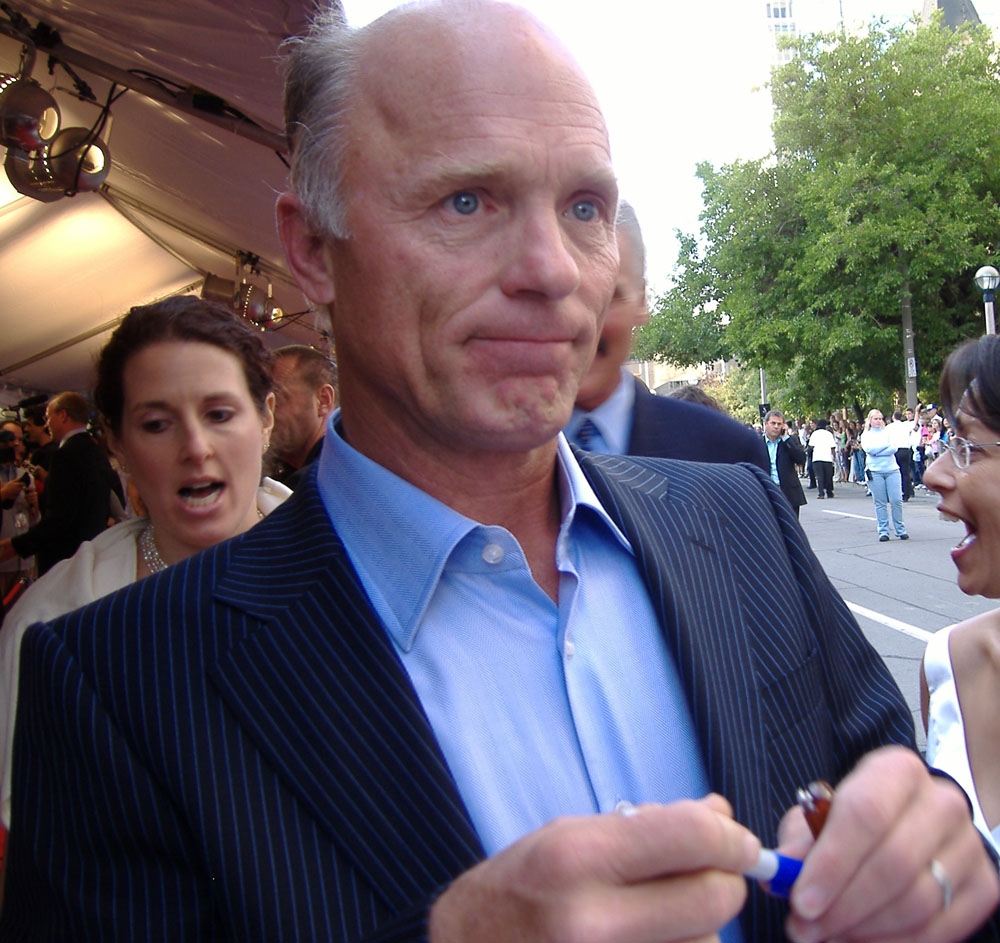
اد هریس، برنده بهترین بازیگر مکمل مرد فیلم درام

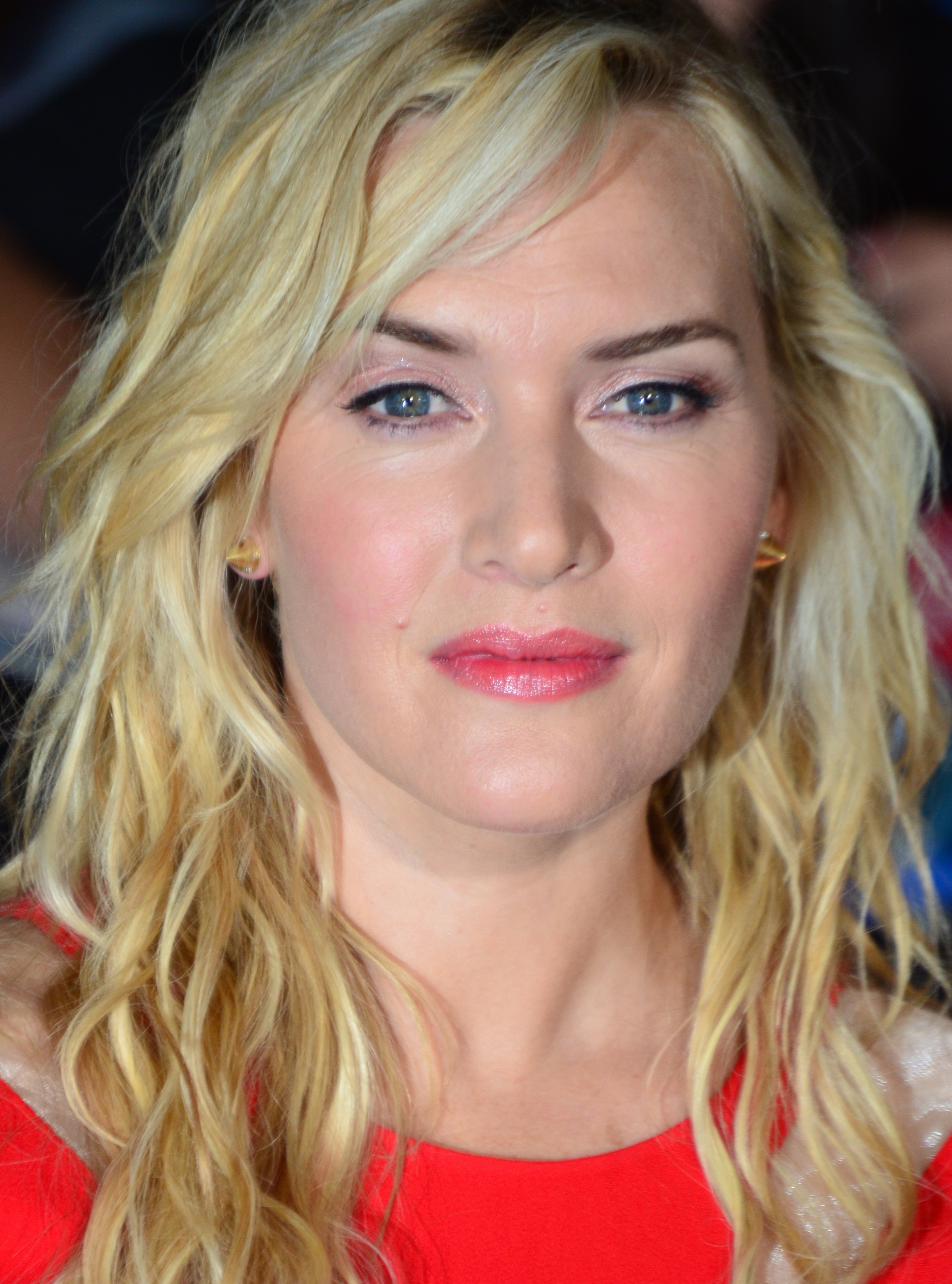
کیت وینسلت، برنده بهترین بازیگر مکمل مرد فیلم درام

| نیکولاس کیج    | برای فیلم ترک لاس وگاس       |
| آنتونی هاپکینز | برای فیلم نیکسون             |
| جیمز ارل جونز  | برای فیلم بنال وطن           |
| شان پن         | برای فیلم راه رفتن مرد مرده  |
| ماسیمو ترویسی  | برای فیلم ایل پوستینو: پستچی |

| سوزان ساراندون | برای فیلم راه رفتن مرد مرده  |
| جوآن آلن       | برای فیلم نیکسون             |
| الیزابت شو     | برای فیلم ترک لاس وگاس       |
| مریل استریپ    | برای فیلم پل‌های مدیسون کانتی |
| اما تامسون     | برای فیلم حس و حساسیت        |

| اد هریس     | برای فیلم آپولو ۱۳              |
| کوین بیکن   | برای فیلم Murder in the First   |
| کنت برانا   | برای فیلم اتلو                  |
| دان چیدل    | برای فیلم Devil in a Blue Dress |
| کوین اسپیسی | برای فیلم مظنونین همیشگی        |

| کیت وینسلت      | برای فیلم حس و حساسیت   |
| استوکارد چنینگ  | برای فیلم دود           |
| آنجلیکا هیوستون | برای فیلم نگهبان گذرگاه |
| میرا سوروینو    | برای فیلم آفرودیت توانا |
| مر وینینگام     | برای فیلم جورجیا        |

## برندگان مرد و زن سریال تلویزیونی

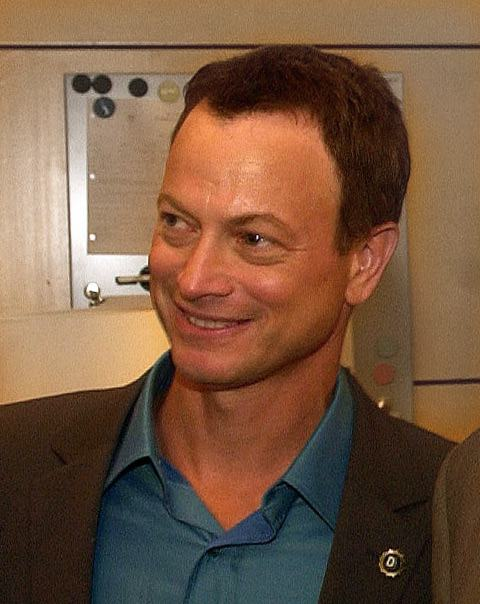
گری سینایس عملکرد فوق العاده توسط یک بازیگر مرد در یک مینی سریال یا فیلم تلویزیونی
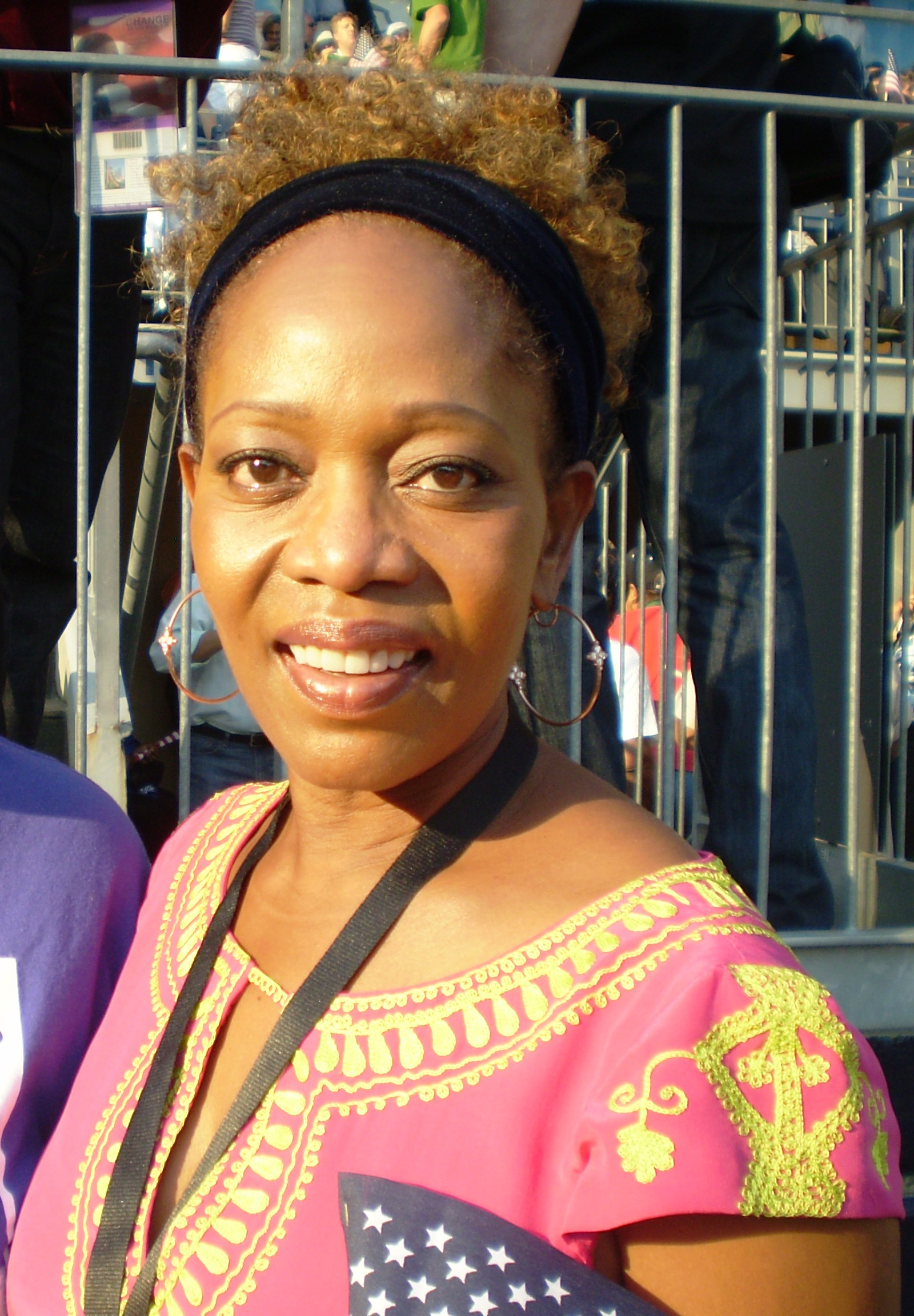
الفری وودار عملکرد فوق العاده توسط یک بازیگر زن در یک مینی سریال یا فیلم تلویزیونی
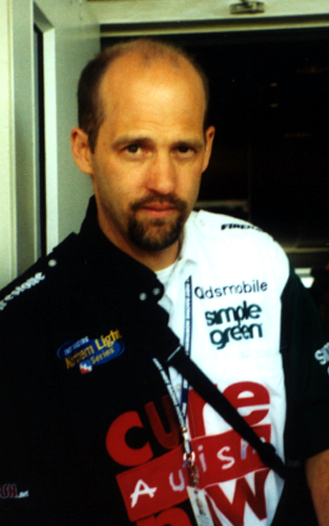
آنتونی ادواردز عملکرد فوق العاده توسط یک بازیگر مرد در یک سریال درام

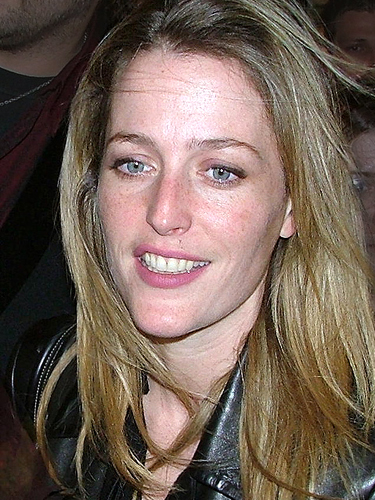
جیلین اندرسون عملکرد فوق العاده توسط یک بازیگر زن در یک سریال درام
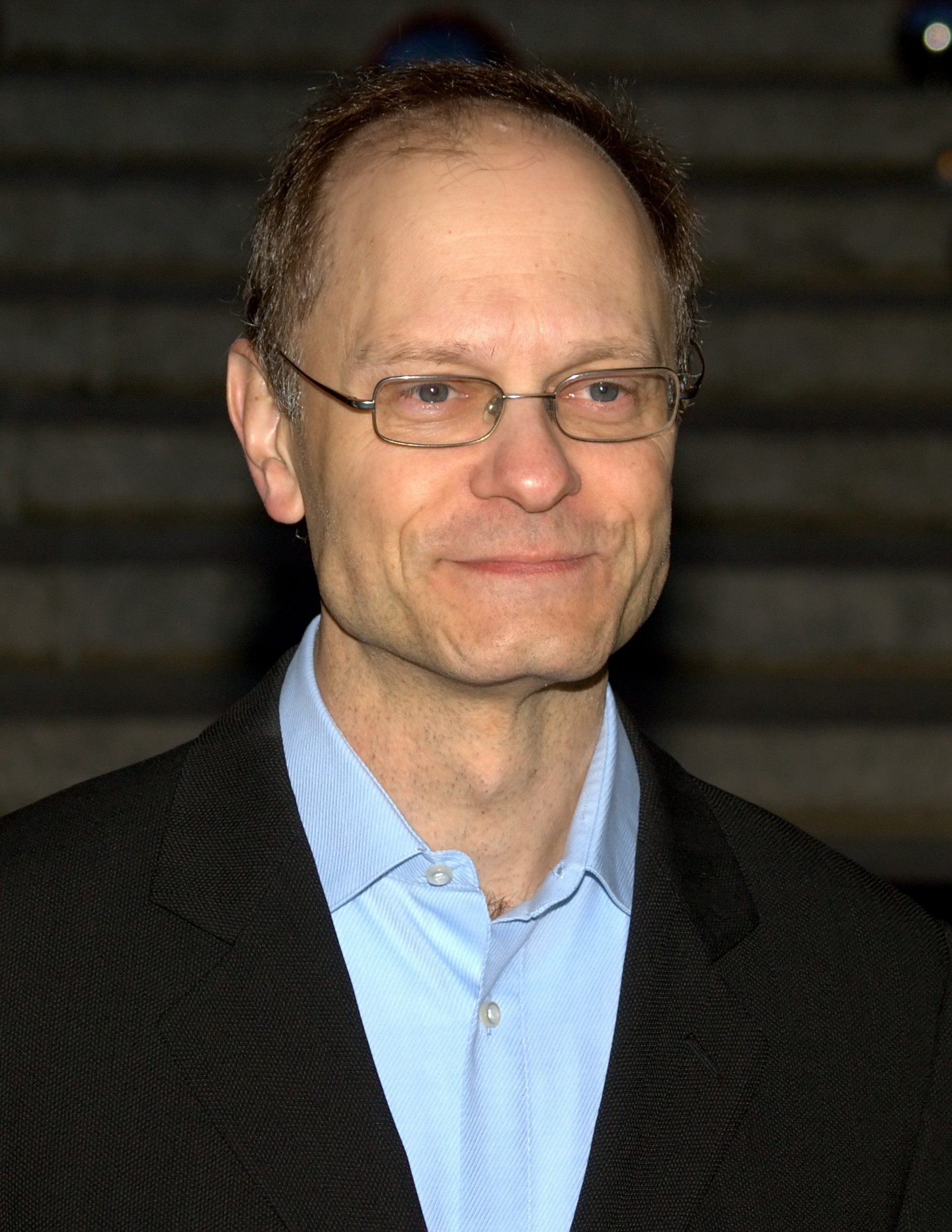
دیوید هاید پیرس عملکرد فوق العاده توسط یک بازیگر مرد در یک سریال کمدی
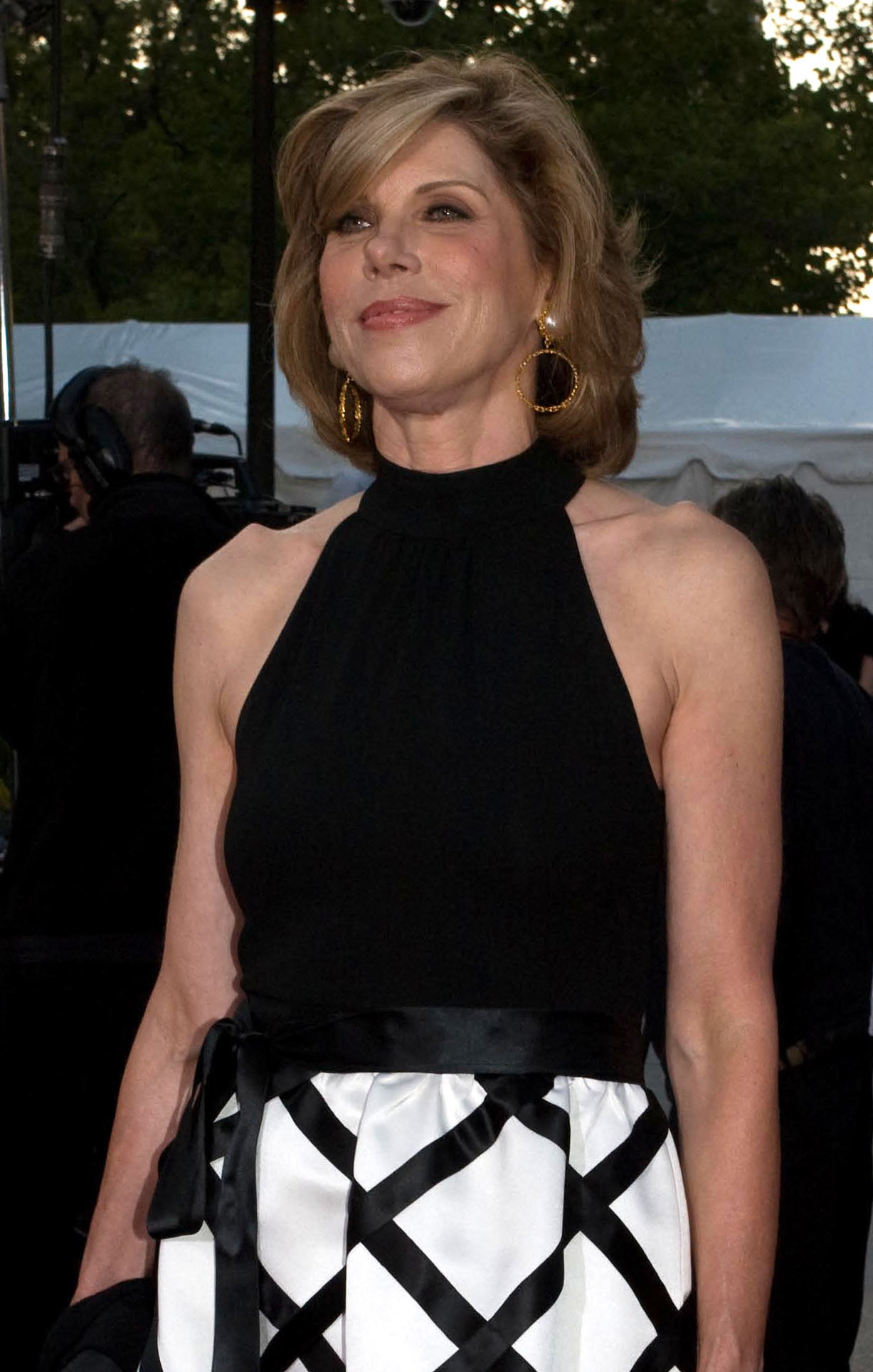
کریستینه بارانسکی عملکرد فوق العاده توسط یک بازیگر زن در یک سریال کمدی